# 穆爾穆里
穆爾穆里是伊朗的城市，位於該國西部札格羅斯山脈西部，由伊拉姆省負責管轄，距離首府伊拉姆市150公里，海拔高度444米，2006年人口3,491。